# Hollandia sigillata
Hollandia sigillata is een vlinder uit de familie spinneruilen (Erebidae). De wetenschappelijke naam is voor het eerst geldig gepubliceerd in 1892 door Butler.
De soort komt voor in tropisch Afrika.